# Armée nationale Chin

Drapeau de l'armée nationale Chin.

L'Armée nationale Chin (birman : ချင်းအမျိုးသားတပ်မတော် ; en abrégé CNA) est une organisation armée de l'ethnie Chin en Birmanie. Elle est le bras armé du Front National Chin (en) (CNF), et a été fondé le 20 mars 1988 à ses côtés. Le CNA a signé un accord de cessez-le-feu avec le gouvernement de la Birmanie le 6 janvier 2012.
Le CNA est membre du Conseil fédéral des nationalités unies (en), une coalition de groupes d'opposition dont l'objectif est d'établir un système fédéral en Birmanie ou d'atteindre des niveaux d'autonomie et de paix entre les différentes minorités ethniques du pays.